# Pilosella melinomelas
Pilosella melinomelas là một loài thực vật có hoa trong họ Cúc. Loài này được (Peter) Holub miêu tả khoa học đầu tiên năm 1977.